# Kroatië op de Olympische Winterspelen 2010

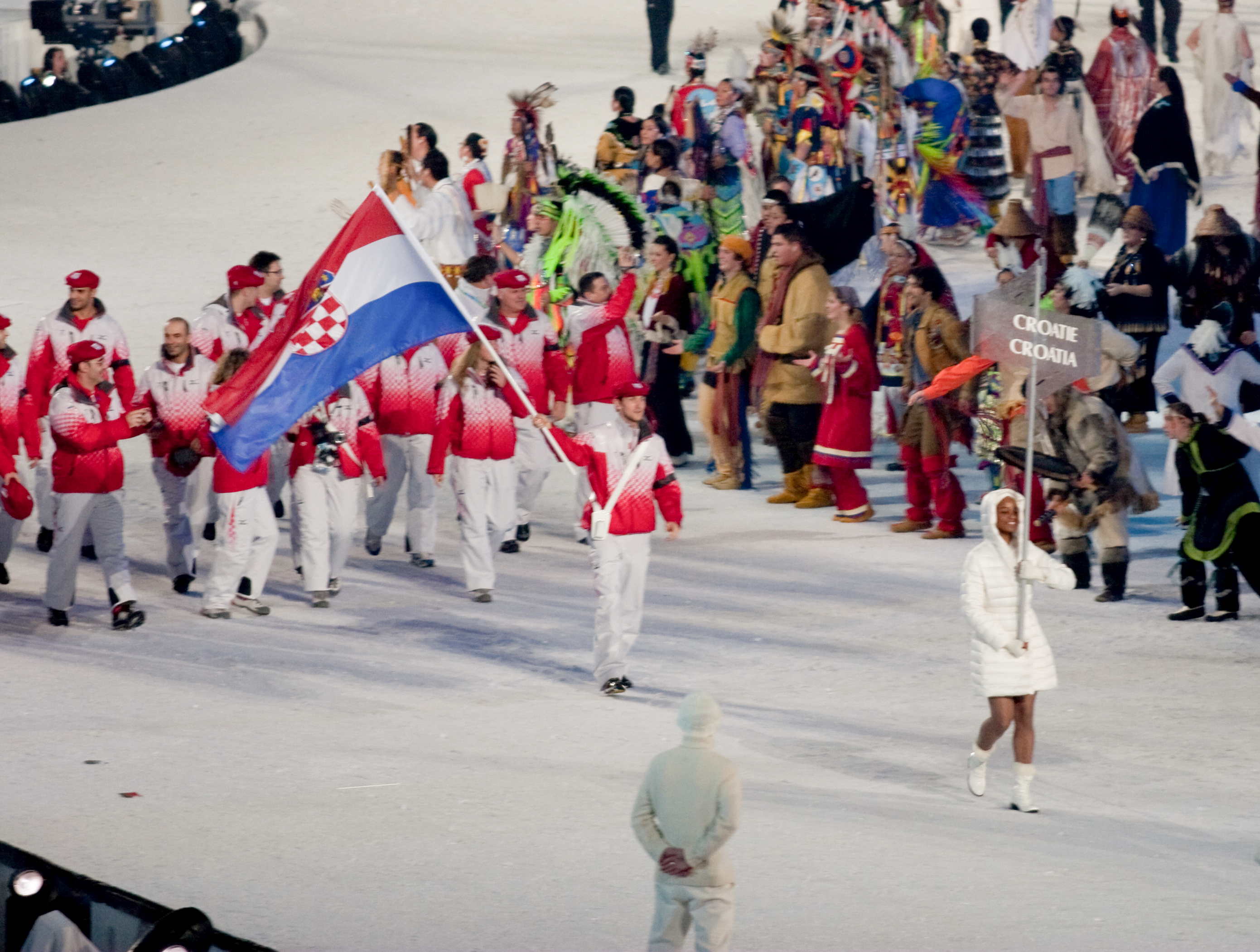
Het team van Kroatië bij de opening

Tijdens de Olympische Winterspelen van 2010, die in Vancouver (Canada) werden gehouden, nam Kroatië voor de zesde keer deel aan de Winterspelen.

## Medailleoverzicht
| Sport       | Olympiër       | Discipline       | Medaille |
| ----------- | -------------- | ---------------- | -------- |
| Alpineskiën | Ivica Kostelić | combinatie (m)   | Zilver   |
| Alpineskiën | Ivica Kostelić | slalom (m)       | Zilver   |
| Biatlon     | Jakov Fak      | 10 km sprint (m) | Brons    |

## Deelnemers en resultaten
(m) = mannen, (v) = vrouwen 

### Alpineskiën
| Olympiër         | Discipline          | Resultaat | Prestatie                         |
| ---------------- | ------------------- | --------- | --------------------------------- |
| Ivica Kostelić   | Afdaling (m)        | 18e       | 1.55,49 (+1,18)                   |
| Ivica Kostelić   | Supercombinatie (m) | Zilver    | 2.45,25 (+0,33) — 1.54,20+51,05   |
| Ivica Kostelić   | Super-G (m)         | 16e       | 1.31,47 (+1,13)                   |
| Ivica Kostelić   | Reuzenslalom (m)    | 7e        | 2.38,88 (+1,05) — 1.18,05+1.20,83 |
| Ivica Kostelić   | Slalom (m)          | Zilver    | 1.39,48 (+0,16) — 48,37+51,11     |
| Natko Zrnčić-Dim | Afdaling (m)        | 33e       | 1.57,02 (+2,71)                   |
| Natko Zrnčić-Dim | Supercombinatie (m) | 20e       | 2.48,86 (+3,94) — 1.54,87+53,99   |
| Natko Zrnčić-Dim | Super-G (m)         | DNF       | DNF                               |
| Natko Zrnčić-Dim | Reuzenslalom (m)    | 41e       | 2.46,01 (+8,18) — 1.21,84+1.24,17 |
| Natko Zrnčić-Dim | Slalom (m)          | 19e       | 1.41,99 (+2,67) — 50,01+51,98     |
| Ivan Ratkic      | Afdaling (m)        | 41e       | 1.55,58 (+4,27)                   |
| Ivan Ratkic      | Supercombinatie (m) | DNF       | DNF-1                             |
| Ivan Ratkic      | Super-G (m)         | 26e       | 1.32,67 (+2,33)                   |
| Danko Marinelli  | Reuzenslalom (m)    | DSQ       | DSQ-1                             |
| Danko Marinelli  | Slalom (m)          | DNF       | DNF-1                             |
| Dalibor Samsal   | Reuzenslalom (m)    | DNF       | DNF-1                             |
| Dalibor Samsal   | Slalom (m)          | DNF       | DNF-1                             |
| Matea Ferk       | Reuzenslalom (v)    | DNF       | DNF-1                             |
| Matea Ferk       | Slalom (v)          | 34e       | 1.50,93 (+8,04) — 54,95+55,98     |
| Nika Fleiss      | Reuzenslalom (v)    | DNS       | 1.19,75+DNS                       |
| Nika Fleiss      | Slalom (v)          | 25e       | 1.47,59 (+4,70) — 53,68+53,91     |
| Ana Jelušić      | Reuzenslalom (v)    | DNS       | 1.20,62+DNS                       |
| Ana Jelušić      | Slalom (v)          | 12e       | 1.45,43 (+2,54) — 52,37+53,06     |
| Tea Palic        | Reuzenslalom (v)    | 36e       | 2.36,12 (+9,01) — 1.19,95+1.16,17 |
| Sofija Novoselić | Slalom (v)          | 39e       | 1.54,91 (+12,02) — 58,17+56,74    |

### Biatlon
| Olympiër             | Discipline                | Resultaat | Prestatie                                 |
| -------------------- | ------------------------- | --------- | ----------------------------------------- |
| Jakov Fak            | 10 km sprint (m)          | Brons     | 24.21,8 (+0.14,0) pen.: 0 (0 + 0)         |
| Jakov Fak            | 12,5 km achtervolging (m) | 25e       | 35.45,6 (+2.07,2) pen.: 2 (2 + 1 + 0 + 1) |
| Jakov Fak            | 20 km individueel (m)     | 51e       | 53.56,0 (+5.33,5) pen.: 4 (1 + 1 + 0 + 2) |
| Jakov Fak            | 15 km massastart (m)      | 9e        | 36.10,5 (+0.34,8) pen.: 3 (1 + 0 + 1 + 1) |
| Andrijana Stipaničić | 7,5 km sprint (v)         | DNS       | DNS                                       |
| Andrijana Stipaničić | 15 km individueel (v)     | 33e       | 44.18,0 (+3.25,2) pen.: 3 (0 + 2 + 0 + 1) |

DNS = Niet gestart

### Bobsleeën
| Olympiër                                          | Discipline      | Resultaat | Prestatie                               |
| ------------------------------------------------- | --------------- | --------- | --------------------------------------- |
| Ivan Šola Igor Marić Slaven Krajačić Mate Mezulić | viermansbob (m) | 20e       | 3.31,53 (52,58 / 52,69 / 53,15 / 53,11) |

### Langlaufen
| Olympiër     | Discipline                      | Resultaat | Prestatie                       |
| ------------ | ------------------------------- | --------- | ------------------------------- |
| Andrej Buric | 15 km vrije stijl (m)           | 75e       | 38.51,0                         |
| Nina Broznic | Sprint individueel klassiek (v) | 52e       | Kwalificatie: 4.15,31 (52e DNQ) |

DNQ = Niet gekwalificeerd voor kwartfinale
Albanië · Algerije · Andorra · Argentinië · Armenië · Australië · Azerbeidzjan · België · Bermuda · Bosnië en Herzegovina · Brazilië · Bulgarije · Canada · Chili · China · Chinees Taipei · Colombia · Cyprus · Denemarken · Duitsland · Estland · Ethiopië · Finland · Frankrijk · Georgië · Ghana · Griekenland · Groot-Brittannië · Hongarije · Hongkong · Ierland · IJsland · India · Iran · Israël · Italië · Jamaica · Japan · Kaaimaneilanden · Kazachstan · Kirgizië · Kroatië · Letland · Libanon · Liechtenstein · Litouwen · Macedonië · Marokko · Mexico · Moldavië · Monaco · Mongolië · Montenegro · Nederland · Nepal · Nieuw-Zeeland · Noord-Korea · Noorwegen · Oekraïne · Oezbekistan · Oostenrijk · Pakistan · Peru · Polen · Portugal · Roemenië · Rusland · San Marino · Senegal · Servië · Slovenië · Slowakije · Spanje · Tadzjikistan · Tsjechië · Turkije · Verenigde Staten · Wit-Rusland · Zuid-Afrika · Zuid-Korea · Zweden · Zwitserland